# Whitman (Massachusetts)
Whitman é uma vila localizada no condado de Plymouth no estado estadounidense de Massachusetts. No Censo de 2010 tinha uma população de 14.489 habitantes e uma densidade populacional de 803,42 pessoas por km².

## Geografia
Whitman encontra-se localizado nas coordenadas 42° 04′ 44″ N, 70° 56′ 22″ O. Segundo o Departamento do Censo dos Estados Unidos, Whitman tem uma superfície total de 18.03 km², da qual 17.97 km² correspondem a terra firme e (0.33%) 0.06 km² é água.

## Demografia
Segundo o censo de 2010, tinha 14.489 pessoas residindo em Whitman. A densidade populacional era de 803,42 hab./km². Dos 14.489 habitantes, Whitman estava composto pelo 95.02% brancos, o 1.24% eram afroamericanos, o 0.24% eram amerindios, o 0.77% eram asiáticos, o 0.03% eram insulares do Pacífico, o 1.04% eram de outras raças e o 1.66% pertenciam a duas ou mais raças. Do total da população o 1.84% eram hispanos ou latinos de qualquer raça.